# Howard Rollins
Howard Ellsworth Rollins, Jr. (Baltimore, 17 oktober 1950 - New York, 8 december 1996) was een Amerikaans acteur. Hij werd in 1982 genomineerd voor zowel een Academy Award als twee Golden Globes ('beste bijrolspeler' en 'beste nieuwkomer') voor zijn bijrol als Coalhouse Walker Jr. in Ragtime. Een jaar later werd hij genomineerd voor een Daytime Emmy Award voor zijn eenmalige gastrol als Ed Harding in Another World.
Rollins debuteerde in 1981 op het witte doek in Ragtime en was daarna in nog vier bioscooptitels te zien. Meer tijd klokte hij als acteur in (veertien) televisiefilms en enkele -series. Zijn meest omvangrijke rol was die als Virgil Tibbs in In the Heat of the Night, gebaseerd op de gelijknamige film uit 1967.
Rollins overleed op 46-jarige leeftijd aan maligne lymfoom.

## Filmografie
*Exclusief veertien televisiefilms
- Drunks (1995)
- On the Block (1990)
- A Soldier's Story (1984)
- The House of God (1984)
- Ragtime (1981)

## Televisieseries
*Exclusief eenmalige gastrollen
- In the Heat of the Night - Chief of Detectives Virgil Tibbs (1988-1994, 121 afleveringen)
- King - Andrew Young (1978, drie afleveringen)
- Wildside - Bannister Sparks (1985, zes afleveringen)

- Bibliothèque nationale de France: cb14043053v (data)
- Gemeinsame Normdatei: 173896472
- International Standard Name Identifier: 0000 0000 7839 9067
- Library of Congress Control Number: n85376605
- MusicBrainz: 93598d71-d931-4ae0-9cb4-0ca141e70265
- Nederlandse Thesaurus van Auteursnamen: 071436634
- Virtual International Authority File: 212245
- WorldCat: E39PBJqVYP9h4jpwjmqCKQbPQq